# Münchenbuchsee
Münchenbuchsee (Bernduits: Münchebuchsi) is een gemeente en plaats in het Zwitserse kanton Bern, en maakt deel uit van het district Bern-Mittelland.
Münchenbuchsee telt 9.852 inwoners.
De kunsthogeschool Hofwil School is er gevestigd.

## Geboren in Münchenbuchsee
- Paul Klee (1879-1940), kunstschilder
- Stephan Eicher (1960), zanger